# Полудень, Николай Петрович
Николай Петрович Полудень — советский хозяйственный, государственный и политический деятель, генерал-майор.

## Биография
Родился в 1921 году в Костанае. Член КПСС с 1942 года.
Участник Великой Отечественно войны, боец морской пехоты, комсорг роты. С 1945 года — на хозяйственной, общественной и политической работе. В 1945—1981 гг. — партийный работник в райкомах КП(б)У Черновицкой области, ответственный работник Черновицкого обкома КП(б)У, заместитель начальника УКГБ при СМ Украинской ССР по Черновицкой области, начальник УКГБ при СМ Украинской ССР по Станиславской области, начальник УКГБ при СМ Украинской ССР по Тернопольской области, начальник УКГБ при СМ Украинской ССР по Львовской области, начальник УКГБ Украинской ССР по Крымской области.
Делегат XXIII, XXIV и XXV съездов КПСС.
Умер в Киеве в 2006 году.